# القریا
القریا (به عربی: القریا) یک منطقهٔ مسکونی در سوریه است که در استان سویدا واقع شده‌است.

## خصوصیات
القریا ۶٬۷۸۹ نفر جمعیت دارد.